# Joan Dolç
Joan Dolç i Balaguer (n. Alboraya; 31 de julio de 1956) es un escritor español, productor audiovisual y fotógrafo.

## Biografía
Dolç inició los estudios de Filosofía, Filología y Ciencias de la Información, dejando todos inacabados. Profesionalmente, es publicista, guionista y realizador. También ha colaborado en medios de comunicación como Diario de Valencia, Noticias del Día, El Punt o Valencia Semanal, gran parte de sus trabajos recogidos en libros como Batallas perdidas (2004).
A pesar de haber publicado un ensayo literario con «El sentit comú i altres malentesos» (1999), su creación se centra en la novela, con obras como L'onanista ambiciós (1994), Amb la cua encesa (1990) o Puta misèria! (1986), estas dos últimas escritas bajo el seudónimo de «Trinidad Satorre» junto al escritor Rafa Arnal. Su obra ha sido traducida al gallego y al español.
Además de la literatura, Joan Dolç ha dirigido un documental de investigación, La muerte de nadie (el enigma de Heinz Ches), donde se hace eco de la ejecución y desaparición de Heinz Ches, uno de los últimos ejecutados en garrote vil el año 1974 en Tarragona, uno de los misterios de la historia judicial y política española. También ha publicado un libro con fotografías tomadas en distintas ciudades (Madrid, Leningrado, Barcelona, Soria, Nueva York, Lisboa, y mayoritariamente en Valencia) entre 1989 y 1998 con el título de Life is Fun (2002).
En 2001 fundó la productora Malvarrosa Media, junto con José Luis Forteza y Pedro Pastor, empresa que abandonó en 2005 para fundar Gran Angular Indústries Culturals, donde todavía trabaja. Dentro de estas dos empresas ha producido y dirigido numerosas obras para el cine, la televisión y los circuitos culturales, la mayor parte de las cuales pertenecen al género documental.
En 2011 fue comisario, junto con Jaime Brihuega, de la exposición Ucronies, autopsies, vendette. Jorge Ballester - Memória i prospectiva, organizada por LA NAU Centre Cultural de la Universitat de València.
En 2014 fundó el sello In Púribus Libros / In Púribus Llibres, donde ejerce de director editorial.
Desde marzo de 2019 publica regularmente una columna en eldiario.es Archivado el 1 de abril de 2020 en Wayback Machine.
Su última producción para el circuito museístico es Dalí, un esbozo freudiano, documental que formó parte de la exposición Dalí-Freud. Una obsesión, organizada por el Museo Belvedere de Viena en enero de 2022. Se presentó en el museo Thyssen Bornemisza en diciembre de 2021.
En enero de 2024 publicó En el fons, la terra como el primer título de la colección "País" de la Institución Alfons el Magnànim. En octubre del mismo año, In Púribus Libros editó el libro en español bajo el título En el fondo, la tierra.

## Obras

### Novelas
- 1986 - Puta misèria! (con Rafael Arnal Torres)
- 1990 - Amb la cua encesa (con Rafael Arnal Torres)
- 1991 - Els ulls de l'aranya
- 1992 - La corbata colombiana
- 1994 - L'onanista ambiciós

### Ensayos
- Batalles perdudes
- El sentit comú i altres malentesos
- La pura veritat i altres mentides
- 2004 - Tres en línia. Converses a la xarxa moderades per Francesc Bayarri (junto a Rafa Arnal y Toni Mollà)
- 2005 - Nosaltres, exvalencians (junto a Toni Mollà, Rafa Arnal, Emili Piera, Francesc Bayarri y Manuel Sánchez Jardí)
- 2015 - Balance de existencias[9]
- 2018 - No escaparéis
- 2024 - En el fondo, la tierra

## Fotografía
- 2002 - Life is fun
- 2003 - El temps absent

## Filmografía
- 1989 - Puta misèria (diálogos adicionales)
- 2001 - Cerro Testigo, memoria de Alberto Sánchez (productor)
- 2003 - La guardia Real en su historia (productor)
- 2004 - La muerte de nadie, el enigma de Heinz Ches (productor y guionista)
- 2004 - Enigma colón (productor asociado)
- 2005 - La mano negra (productor)
- 2005 - A ras de suelo (productor asociado)
- 2006 - Paraules i Fets (productor)
- 2007 - Renau, el arte en guerra
- 2009 - Cataluña-Espanya (guionista y montador)
- 2009 - Después de la Alambrada (productor)
- 2011 - Retrato de un hombre que pinta (productor)
- 2013 - La caída (productor)
- 2018 - L’avenir és ara (productor ejecutivo, guionista y director)[13]